# Botew Wraca
Profesionalen Obsztinski Futbolen Kłub „Botew” Wraca (bułg. Професионален Общински Футболен Клуб "Ботев" Враца) – bułgarski klub piłkarski z siedzibą w mieście Wraca.

## Historia
Chronologia nazw:
- 1921—1923: Lewski Wraca, Swetkawica Wraca, Szipka Wraca
- 1923—1927: Botew Wraca
- 1927—1928: Wasił Kynczow Wraca
- 1928—1938: Botew-Oreł 28 Wraca
- 1938—1949: Botew Wraca
- 1949—1953: Dinamo Wraca
- 1953—1957: Spartak Wraca
- 1957—1985: DFK Botew Wraca
- 1986—1990: FK Wraca
- 1990—2003: FK Botew Wraca
- 2003—200?: PFK Botev 1921 Wraca
- od 2005: OFK Botew Wraca

W 1921 w mieście Wraca powstaje wiele klubów piłkarskich. Ich organizatorami są m.in. piłkarzy Nikołaj Kunow, Iwan Abuzow, Nako Paunow, Gergo Bojczew, Todor Orozow, Christo Liżenski, Angeł Raczynski oraz inni. W 1923 w wyniku fuzji sąsiednich klubów sportowych Lewski (dawny Rakowski), Swetkawica oraz Szipka, powstał klub o nazwie Botew Wraca. Nazwany na cześć bułgarskiego rewolucjonisty, poety i dziennikarza Christo Botewa (1849-1876). Zawodnicy grali na boisku w pobliżu starego rynku miasta. W latach 1927–1928 nazywał się Wasił Kynczow Wraca. W 1928 połączył się z klubem Oreł Wraca i zmienił nazwę na Botew-Oreł 28 Wraca. W 1938 przywrócił nazwę Botew Wraca. W latach 1949–1957 nazywał się Dinamo Wraca i Spartak Wraca. W 1957 w do Spartaka dołączyły się kluby Stroitiel Wraca i Czerwieno Znamie Wraca, w wyniku czego klub przywrócił nazwę Botew Wraca. Uczestniczył w rozgrywkach lokalnych mistrzostw Bułgarii. W 1964 zdobył historyczny awans do I ligi. Od 1986 nazywał się FK Wraca. W 1990 klub po 26 sezonach w elicie spadł do II ligi. Wtedy przywrócił pierwotną nazwę Botew Wraca. 9 maja 2003 klub piłkarski został przemianowany na Botew 1921 Wraca, ale potem przestał utrzymywać drużynę męską i stopniowo przestał uczestniczyć w zawodach sportowych. W 2005 klub został reaktywowany jako OFK Botew Wraca. W sezonie 2010/2011 zajął 1. miejsce w zachodniej grupie II ligi i po 21 latach wrócił do A PFG.

## Sukcesy
- Mistrzostwo Bułgarii:
  - 3. miejsce (1): 1971
- Puchar Bułgarii:
  - półfinalista (3): 1961, 1975, 1985

## Stadion
Stadion Christa Botewa we Wracy może pomieścić 32,000 widzów.

## Europejskie puchary
Legenda do wszystkich tabel:
- Q – runda eliminacyjna, 1/16, 1/8, 1/4, 1/2 – odpowiednia faza rozgrywek, Grupa – runda grupowa, 1r gr – pierwsza runda grupowa, 2r gr – druga runda grupowa, F – finał, R – runda, PO – play-off
- k. – rzuty karne, los. – losowanie, Dogr. – dogrywka, w. – zasada bramek strzelonych na wyjeździe

| Sezon   | Rozgrywki   | Runda | Przeciwnik     | Dom | Wyjazd | Ogólnie |
| ------- | ----------- | ----- | -------------- | --- | ------ | ------- |
| 1971/72 | Puchar UEFA | 1R    | Dinamo Zagrzeb | 1–2 | 1–6    | 2–8     |

## Aktualny skład
| Nr | Poz. | Piłkarz                               |
| -- | ---- | ------------------------------------- |
| 1  | BR   | Alan Minaglia                         |
| 2  | OB   | Cwetosław Popowczew                   |
| 3  | OB   | Martin Kawdanski                      |
| 4  | OB   | Luiz Felipe Soares                    |
| 6  | PO   | Antonio Georgiew                      |
| 7  | PO   | Mitko Panow                           |
| 8  | OB   | Diego Ferraresso                      |
| 9  | PO   | Danieł Genow                          |
| 10 | PO   | Santiago Montoya                      |
| 11 | NA   | Wiktor Wasilew                        |
| 14 | OB   | Martin Atanasow (wyp. z Sławii Sofia) |
| 15 | NA   | Mirosław Marinow                      |
| 16 | NA   | Krasimir Todorow                      |
| 17 | PO   | Czawdar Iwajłow                       |

| Nr | Poz. | Piłkarz                           |
| -- | ---- | --------------------------------- |
| 19 | NA   | Brayan Perea                      |
| 20 | OB   | Messie Biatoumoussoka             |
| 21 | NA   | Jean-Pierre Da Sylva              |
| 22 | OB   | Petyr Kepow                       |
| 23 | OB   | Bryan Mendoza                     |
| 24 | PO   | Stefan Gawriłow                   |
| 28 | PO   | Kléri Serber (wyp. z Toulouse FC) |
| 34 | BR   | Federico Barrios                  |
| 37 | OB   | Tom Rapnouil (wyp. z Toulouse FC) |
| 76 | BR   | Krasimir Kostow (kapitan)         |
| 88 | PO   | Yhojan Valbuena                   |
| 91 | NA   | Wencisław Christow                |
| 99 | BR   | Ljubomir Wasilew                  |